# Пернице
Пернице (словен. Pernice) је насељено место у општини Мута, Корушка регија, Словенија.

## Историја
До територијалне реорганизације у Словенији биле су у саставу старе општине Радље об Драви.

## Становништво
У попису становништва из 2011. године, Пернице су имале 137 становника.
| Број становника према пописима | Број становника према пописима | Број становника према пописима |
| ------------------------------ | ------------------------------ | ------------------------------ |
| 1991                           | 2002                           | 2011                           |
| 174                            | 156                            | 137                            |